# 行政不服審査法
行政不服審査法（ぎょうせいふふくしんさほう、平成26年6月13日法律第68号）は、事後における救済制度としての行政不服申立についての一般法として制定された日本の法律である。行政法における行政救済法の一つに分類され、行審法と略される。
総務省行政管理局調査法制課が所管している。

## 概要
国家賠償法・行政事件訴訟法とともに「救済三法」の1つとしてあげられる行政救済法である。
この法で定められる行政不服審査制度とは、「行政庁の公権力の行使」に対する不服を行政機関に対して申し立てる手続である。つまり、処分等に不服がある者が「行政機関」に対してその違法又は不当を理由に不服を申立てる、事後救済手続である。
司法による救済（裁判所に対する行政訴訟の提起）を定めた行政事件訴訟法と比較して、簡易迅速性と経済性が高く、適用の範囲が広いという特徴がある。不服申立てを経ずとも行政訴訟は可能であることから、国民に対して両制度の選択を認める立場（自由選択主義）が採られる。

## 制定経緯（旧法）
行政不服審査法の前身は、明治憲法公布直後の1890年（明治23年）に制定された訴願法（明治23年法律第105号）であるが、列記主義の原則により訴願事項を限定的に規定していたうえに、訴願期間も短く、この法律によって十分な救済が図られる内容とは言い難いものであった。帝國議会において改正案が提出されたものの、成立には至らなかった。
戦後（主権回復後）も暫くは訴願法が現行であったが、行政訴訟制度の改革を機に見直しが行われ、1959年（昭和34年）に訴願制度調査会が設置され、翌1960年（昭和35年）、訴願制度改善要綱を答申した。
行政管理庁はこの答申を受け、内閣法制局および法務省と連携して法案作成作業を進め、処分に関する事後的な争訟手段として「行政庁の違法又は不当な処分その他公権力の行使に当たる行為に関し、国民に対して広く行政庁に対する不服申立てのみちを開くことによって、簡易迅速な手続による国民の権利利益の救済を図るとともに、行政の適正な運営を確保すること」を目的に、1962年（昭和37年）に行政不服審査法（以下、「旧法」という。）が行政事件訴訟法と共に制定された。この際、本法附則により、訴願法は廃止された。
昭和憲法第76条2項後段は行政機関が終審を行うことを禁止しているが、反対解釈すれば前審を禁じてはおらず、裁判所法3条2項も行政機関が裁判所の前審として審判を行うことを認めている。このことから、行政不服審査法においては、訴願法での列記主義を改め、行政庁の処分に対して広く一般的に不服申立てを認める一般概括主義を採用し、その例外として不服申立てをすることができない処分が列挙された。その他、訴願法と行政不服審査法を比較すると、当事者の手続的な権利の充実という面で大きな進展がみられる。

## 2014年の全面改正（現行法）
その後長らく実質的な改正はなかったが、2008年（平成20年）の第169回国会において、不服申立て手続の審査請求への原則的一本化・再審査請求の廃止・審理員による審査請求の手続・行政不服審査会等による諮問手続の設置・審査請求期間の3か月への延長などを内容とする全部改正法案（20年法案）が内閣（福田康夫内閣）より提出された。しかし、2度の継続審査とされた後、第171回国会（2009年）において衆議院が解散（7月21日）されたため、審議未了により廃案となった。
その後、2度の政権交代を挟んで検討がなされ、再審査請求手続を経ない取消訴訟の提起を可能とすることにより、審査請求及び再審査請求を経なければ原則出訴できないという二重前置を解消する等の変更が加えられ、2014年（平成26年）に行政不服審査法（平成26年6月13日法律第68号）が公布された。旧法制定から52年ぶりの抜本的な改正（全部改正）であり、2016年（平成28年）4月1日に施行された（平成27年11月26日政令第390号）。公正性の向上、迅速性への配慮、わかりやすさの改善、救済の実効性の向上が図られたものであり、その意義は極めて大きいと言える。

### 主な改正点
旧法と比較して変更された点は、主なものとして次のとおり。

#### 公正性向上
手続保障のレベルを向上させ、審理の客観性・公正性を確保するもの。

##### 審理員制度
適正手続・公正性の担保の観点から、審査請求の審理手続を主宰する者として審理員制度が置かれた（第9条）。
旧法では、審査請求に対する審理を原処分に関与した職員が主宰することもあり得たが、改正法では原処分に関与した者等が審理の主宰者となることが禁じられ、審理員等－審査請求人－処分庁等という三角関係による審理構造が確保されることとなった。

##### 行政不服審査会、不服審査機関等への諮問制度
適正手続・公正性の担保の観点から、第三者機関として、国においては行政不服審査会等が総務省に設置されることとなり（第67条）、地方公共団体においても相当する機関を設けることとされた。その上で審理員による審理の後、原則としてこれら機関への諮問が義務付けられることとなった（第81条）。

#### 利便性向上
簡易迅速性などを向上させ、利便性を確保するもの。

##### 審査請求期間の延長
旧法では原則、不服申立ては処分のあったことを知った日の翌日から起算して「60日」以内にしなければならないとされていたが、改正法により「３か月」に延長された（第18条1項）。

##### 審査請求への原則一元化（異議申立ての廃止）
旧法においては、基本的な不服申立類型として、処分をした行政庁（以下、「処分庁」という。）に対する上級行政庁がないときに行う審査請求と、上級行政庁があるときに行う異議申立ての2種類があった。
このうち異議申立については、審査請求と比較して簡略な手続きであるが、弁明書や反論書の提出、証拠書類等の閲覧が規定されておらず、手続の公正性で劣るとの指摘がなされていた。不服申立人にとってみれば、上級行政庁が偶然存在するか否かにより、手続保障に差異が生じることは不合理であり、複数の申立ての種類がある事それ自体が制度を分かりづらくすることが指摘された。
なお、旧法においては、行政庁の処分についての異議申立てが可能である場合にはまず異議申立てをし、それでも紛争が解決しない場合にのみ審査請求が可能であるとする、訴願前置主義が採られていた（旧法第20条）。
これらの問題を克服すべく、審査請求への一本化が図られた（第2条・第3条）。

##### 再調査の請求
行政庁の処分につき処分庁以外の行政庁に審査請求ができる場合において、処分庁が簡易な手続で迅速に見直しを図る手法として再調査の請求の制度が導入された。
ただし、この再調査の請求は、個別法等法律が特に定める場合に限ってできることとされ、審査請求への一元化の例外として扱われる。
その場合、自由選択主義の採用により最初に再調査の請求をするか直接審査請求を行うかの選択が可能であるが、審査請求がなされた後に再調査の請求をすることはできず、また再調査の請求がされた場合は再調査の請求について裁決を経た後でなければ原則審査請求をすることができない（第5条）。
本府省に審査請求が集中して審理が遅延することを回避し、かつ処分の内容を熟知している処分担当者が不服申立てを契機として簡易な手続きで処分を見直すことにより迅速な救済が可能となる利点がある。

##### 標準審理期間制度
審査庁となるべき処分庁は、審査請求が事務所に到達してから裁決までの間に通常要すべき標準的な期間（標準審理期間）を定める旨の努力義務規定があらたに設けられた（第16条1項）。

## 行政不服審査制度の概観

### 目的
行政庁の違法又は不当な処分に関し、国民が簡易迅速かつ公正な手続の下で広く行政庁に対する不服申立てをすることができるための制度を定めることにより、国民の権利利益の救済を図るとともに、行政の適正な運営を確保することを目的としている（第1条1項）。

### 対象
不服申立ての対象としては、行政庁による処分（その他公権力の行使にあたる行為も含む）の他、行政庁が法令に基づく申請に対して期間内に応答しない不作為もあたる。処分についての審査請求は、「行政庁の処分に不服がある者」がすることができるとされているが（第2条）、この「不服がある者」とは、行政庁の違法又は不当な処分により自己の権利若しくは法律上保護された利益を侵害され又は必然的に侵害されるおそれのある者をいい、当該処分について審査請求をする法律上の利益がある者、すなわち、行政事件訴訟法第9条の定める原告適格を有する者の具体的範囲と同一と判例上解釈される(最判昭53.3.14)。
行政不服審査法は申立ての対象となる処分や不作為を原則として限定していない（一般概括主義）。なお、これに対し、旧法が制定される以前において行政不服申立ての一般法であった訴願法は、上述のとおり列記主義を採用していた。
概括主義の例外として不服申立てができない事項は、7条1項各号に挙げられているもののほか、独占禁止法第70条の12など他の法令により規定されたものがある。行政不服審査法第1条第2項により「他の法律に特別の定めがある場合」はその法律によることになるがそれ以外については行政不服審査法が適用される。
なお、行政不服審査法には審査請求を不受理とすることを認める規定がないことから、たとえ審査請求が不適法（#裁決の項を参照）であったとしても、審査請求を行う意思を審査請求人が明確にしている限りにおいて、審査請求書の提出を受けることを拒むことはできないと解釈される。

### 不服申立ての種別
行政庁に不服がある場合か行政庁に不作為がある場合かを問わず、行政庁の処分等に対する不服申立ては、原則審査請求によって行う（第2条・第3条）。
行政庁の処分についてした審査請求に対する裁決に不服がある者は、法律に定めがある場合に限り、再審査請求（#再審査請求の項を参照）をすることができる（第6条）。
行政庁の処分についての審査請求の請求先が処分庁以外の行政庁となる場合、法律に定めがある場合に限り、請求先を処分庁とする再調査の請求（上述）をすることができる（第5条）。

### 審理原則

#### 書面審理主義
行政不服審査制度は書面審理主義を原則としており、審理は主に書面によって行われる（第29条による弁明書、第30条による反論書や意見書、第32条による証拠書類や証拠物、第33条による物件等）。
その例外として、審査請求人又は参考人による口頭意見陳述（第33条）の申立てが認められており、申立てを受けた審理員は原則その機会を与えなければならないとされている。

#### 職権主義
行政不服審査制度では、一部手続において審理員に大幅な職権を認める職権主義的規定が設けられている。具体的には、審理員は物件の提出要求（第33条）、参考人の陳述や鑑定（第34条）、検証（第35条）、質問（第36条）を、その職権によって行える（職権証拠調べ）。つまり、審理関係人の主張しない理由等も独自に調査した上で審理を行うことができるものであり、審理員等による職権調査の活用・強化は「公正な審理で簡易迅速に適正な判断」をもたらすと評価する意見もある。

### 裁決
審査請求（再審査請求）の手続は、申立人による審査請求の取下げによるほかは、審査庁による裁決によって終了する。
裁決は、その内容に応じて、却下・棄却・認容の3つに分類される。
- 却下は、審査請求が適法要件を満たさない（不適法）場合に行われる[42]。つまり要件審理の段階で裁断されるので、審査請求内容については審理されない。
- 棄却は、審査請求自体は適法要件を満たすものの、処分の違法性や不当性が認められないなど、申立てを認めるべき理由がない場合に通常行われる。ただし、処分についての審査請求では第45条3項で取消訴訟等における事情判決に相当する事情裁決が定められており、審査請求で審査請求人の主張が正しいと判断されつつも、公益と比較衡量のうえで審査請求が棄却される場合がある[40][42]。
- 認容[注釈 19]は、審査請求が適法であり、かつ、審査請求に係る処分が違法または不当である（「審査請求が理由がある」）と認められる場合に行われる[43]。その対象が処分についてのものか、事実上の行為についてのものか、不作為についてのものかに応じて規定が設けられている。処分についての審査請求が認容された場合、審査庁は裁決によって処分の全部または一部を取り消し、さらには審査請求人のために処分の内容を変更する。事実上の行為に対する審査請求の場合、その全部または一部を撤廃すべきことを命じ、裁決によってそのことを宣言する（第47条）。認容の裁決の際、審査請求人の不利益に当該処分を変更することはできない、とする不利益変更禁止の原則がある[35][44]（第48条）。

裁決はその実効性を確保するため、関係行政庁に対する拘束力をもつ（第52条）。また、裁決をした行政庁は、職権によってこれを取り消したり変更することはできない（不可変更力）。
なお、処分の不当を理由としてその瑕疵を認める認容採決は少ない傾向にあり、行政不服審査法における不当の審査が十分に機能していないことを指摘する意見もある。

### 再審査請求
行政庁の処分についての審査請求の裁決の内容になお不服がある審査請求人が、別の行政機関に対して、再度、処分内容・裁決内容を審査することを求める手続である。例外的な制度であり、法律に定めがある場合にのみ再審査請求をすることが認められる（第6条第1項）。
旧法、改正法とも特定の事由がある場合にのみ行うことができるという列記主義を採用している。旧法時代は、旧法第8条第1項により、「法律に再審査請求をすることができる旨の定めがあるとき」(第1号）と「審査請求をすることができる処分につき、その処分をする権限を有する行政庁原権限庁がその権限を他に委任した場合において、委任を受けた行政庁がその委任に基づいてした処分に係る審査請求につき、原権限庁が審査庁として裁決をしたとき」(第2号）の二つの場合に可能であったが、改正法においては審査請求は原則として最上級行政庁に対して行われることから、旧法第2号に相当する規定は設けられなかった。
20年法案では再審査請求制度を全廃することとなっていたが、都道府県機関への審査請求を経て国機関に再審査請求をしていたような場合にこれをなくして審査庁を1つに限定することへの疑問があることや、制度廃止が手続き的権利を制限することなどを考慮し、制度は存置された。

### 教示
行政不服審査法における教示は、不服申立て可能な処分を書面でする際に、その処分を受ける相手方に対して行政不服審査制度の存在を知らせ、不服申立ての対象となる処分である旨と、不服申立てをする手続を具体的に教える義務を行政庁に課すものである。教示を怠ったり、誤った教示がなされた場合の救済制度も設けられている。
なお、行政事件訴訟法第46条においても教示について定められている。

## 関連法との関係

### 行政事件訴訟法
行政事件訴訟法は、行政不服審査法と同じく行政争訟の手続を定めた法であり、違法な行政権の行使を是正することを以て国民の権利利益の救済を目的とする点で共通している。
他方、相違点として、不服審査では行政機関自身が争訟の裁断を行うのに対し、行政事件訴訟では裁判所が中立的で公平な第三者として紛争の裁断を行う。不服審査では手続が簡易迅速であると共に、処分の妥当性をも争えるのに対し、行政事件訴訟では手続きの対審性を保障し、当事者に口頭弁論を通して立証・反論の機会を保証する慎重な手続きを踏む。
行政事件訴訟法における取消訴訟と行政不服審査法における審査請求は原則として同時にすることもできるが（自由選択主義）、例外として法律に定めがある場合はできない（この場合を審査請求前置主義という、行訴8）。ただしこの例外にもまた例外がある。審査請求を求めても3ヶ月を経過しても裁決がないときなどがそうである。

### 行政手続法
行政手続法は、旧法制定から約30年後にあたる1993年に成立した法律である。行政不服審査法が行政庁による公権力の行使に対する事後の救済手続きに関する制度を定めるものであるのに対し、行政手続法は聴聞手続など事前手続を整備するものであったが、同時に「処分等の求め」「行政指導の中止等の求め」等の手続が新設されたことで、救済手段の充実・拡大を実現した。
2014年の法改正により行政不服審査制度に導入された審理員の制度は、行政手続法における聴聞の主宰者の制度を参考にして設けられた制度であり、該当する処分や不作為等一連の行為に関与した者以外による審理を徹底させ、審査の透明性、公平性がより高められた点において行政手続法と類似している。また、同様にあらたに導入された標準審理期間の内容も、行政手続法における標準処理期間と類似している。

## 国等行政機関による制度利用
行政不服審査制度は、「国民が簡易迅速かつ公正な手続の下で広く行政庁に対する不服申立てをすることができるための制度」と位置づけられるが（#目的の項を参照）、国の機関や地方公共団体の機関が他の行政機関に対して不服申立てを行うことも、その処分が「処分がその固有の資格において当該処分の相手方となるもの」でなければ可能である（第7条2項）。
制度上、地方公共団体等の処分に対し国が同じ政府内の省庁に救済を申し立てることも可能であり、この点について批判されることがある。 なお、在日米軍普天間飛行場移設に伴う名護市辺野古の新基地建設を巡る沖縄県による沿岸部の埋め立てへの承認取消しについて、防衛省は公有水面埋立法を所管する国土交通大臣に対して審査請求および取り消し停止の申し立てを複数回行っているが、最高裁判所は、同法42条1項に基づく埋立ての承認は国の機関が「固有の資格」において相手方となるものということはできないとして、沖縄防衛局による審査請求を合法とする判決を出している(最判令2.3.26)。

## 構成

### 総則（第1章）
第1条（目的等）
- 法律は、行政庁の違法又は不当な処分その他公権力の行使に当たる行為に関し、国民[注釈 12]が簡易迅速かつ公正な手続の下で広く行政庁に対する不服申立てをすることができるための制度を定めることにより、国民の権利利益の救済を図るとともに、行政の適正な運営を確保することを目的とする[63]。
- 本法は不服申立ての一般法として位置づけられ、特別法がある場合にはそれが本法に優先する[63]。

第2条（処分についての審査請求）
- 行政庁の処分に不服がある者は、第４条にて定められた審査請求すべき行政庁に対して審査請求をすることができるとされ、処分についての不服申立類型を審査請求に一元化する趣旨が示されている。ただし、再調査の請求を行っているときは、第５条2項で定められた例外規定を除いては、その決定を経た後でしか審査請求をすることができない[64]。

第3条（不作為についての審査請求）
- 法令に基づき行政庁に対して処分についての申請をした者は、当該申請から相当の期間[注釈 23]が経過したにもかかわらず不作為がある場合には、当該不作為についての審査請求をすることができる[29]。

第4条（審査請求をすべき行政庁）
- 処分についての不服申立類型が審査請求に一元化されたことや大臣等の自律性を踏まえ、請求先となる行政庁を以下のとおり定める（個別の法律等に定めがある場合を除く[注釈 24]）[65]。
  1. 上級行政庁がない場合や、処分をした行政庁（処分庁）または不作為が問題とされる行政庁（不作為庁。以下、処分庁と不作為庁を合わせて「処分庁等」という）が主任の大臣等[注釈 25]である場合は、当該処分庁等。
  2. 処分庁等の上級行政庁が宮内庁長官等[注釈 26]である場合は、当該宮内庁長官等。
  3. 1・2以外で主任の大臣が処分庁等の上級行政庁である場合は、当該主任の大臣
  4. 1～3以外の場合、当該処分庁等の最上級行政庁

第5条（再調査の請求）
- 処分[注釈 10]に対する審査請求先が処分庁以外の行政庁である場合、個別の法律で定めがあるときには、審査請求への原則一元化の例外として処分庁に対して再調査の請求ができる[16]（第1項）。
- 再調査の請求をしたときは、当該再調査の請求についての決定を経た後でなければ、審査請求をすることができない。ただし、再調査の請求をした日（不備を補正すべきことを命じられた場合にあっては、当該不備を補正した日）の翌日から起算し3月を経過しても処分庁がその決定をしない場合や、決定を経ないことにつき正当な理由がある場合は、審査請求が可能となる（第2項）。

第6条（再審査請求）
- 法律に定めがある場合には、行政庁の処分[注釈 16]についての審査請求の裁決に不服がある者は、再審査請求をすることができる[34]。
- 再審査請求は、原裁決[注釈 27]又は当該処分を対象として[注釈 28]、該当の法律に定める行政庁に対してすることとなる。

第7条（適用除外）
- 本法は上述のとおり一般概括主義をとるが、以下に掲げるものは、内閣から独立した機関が独自の手続きで処分を行うものであったり、より慎重な手続きで審理するものであったり、その他処分の性格に照らして本法の適用が適切でないと考えられるものであるから、処分・不作為を問わず審査請求の対象から除外されるものと定められる[66]。
  1. 国会の両院若しくは一院又は議会の議決によつて行われる処分
  2. 裁判所若しくは裁判官の裁判により又は裁判の執行として行われる処分
  3. 国会の両院若しくは一院若しくは議会の議決を経て、又はこれらの同意若しくは承認を得たうえで行われるべきものとされている処分
  4. 検査官会議で決すべきものとされている処分
  5. 当事者間の法律関係を確認し、又は形成する処分で、法令の規定により当該処分に関する訴えにおいてその法律関係の当事者の一方を被告とすべきものと定められているもの
  6. 刑事事件に関する法令に基づき、検察官、検察事務官又は司法警察職員が行う処分
  7. 国税又は地方税の犯則事件に関する法令[注釈 29]に基づき、国税庁長官、国税局長、税務署長、収税官吏、税関長、税関職員又は徴税吏員[注釈 30]が行う処分
  8. 学校、講習所、訓練所又は研修所において、教育、講習、訓練又は研修の目的を達成するために、学生、生徒、児童若しくは幼児若しくはこれらの保護者、講習生、訓練生又は研修生に対して行われる処分
  9. 刑務所、少年刑務所、拘置所、少年院、少年鑑別所又は婦人補導院において、収容の目的を達成するために、被収容者に対して行われる処分
  10. 外国人の出入国又は帰化に関する処分
  11. 専ら人の学識技能に関する試験又は検定の結果についての処分
  12. この法律に基づく処分[注釈 31]
- 国の機関又は地方公共団体その他の公共団体若しくはその機関に対する処分で、これらの機関又は団体が（一般私人としてではなく）その固有の資格において当該処分の相手方となるもの及びその不作為については、行政不服審査法そのものの適用がない（第2項）[66]。

第8条（特別の不服申立ての制度）
- 第7条の規定により審査請求をすることができないとされる処分又は不作為であっても、個別法に基づく独自の不服申立ての制度を設けることについては妨げられない[67]。

### 審査請求（第2章）
審査請求は、不服申立ての基本類型である。再審査請求の手続については第62条以下に規定があるが、審査請求の規定が概ね準用されている。再調査の請求に関する手続は、第54条以下に規定がある。
なお、これらの手続によっても紛争が解決しない場合には、行政事件訴訟法に基づいて訴訟を提起して司法審査（裁判所による裁判）を受けることができる。

#### 審理員及び審理関係人（第1節）
第9条（審理員）
- 審理員は審査請求に関する審理手続の主宰者である。
- 審査請求がされた行政庁[注釈 32]（以下、「審査庁」という。）は、審査庁に所属する職員[注釈 33]のうちから審理員を指名するとともに、その旨審査請求人及び処分庁等[注釈 34]に通知しなければならない。ただし、有識者で構成する第三者機関[注釈 35]（以下「9条関係委員会等」という。）が審査庁である場合、条例に基づく処分について条例に特別の定めがある場合又は当該審査請求を却下する場合は、その必要はないとされている[58]（第1項）。
- 審理員は、公正中立性を確保するため、除斥事由[注釈 36]に該当しない者のみがなることができる[58]（第2項）。
- 第三者裁決機関が審査庁になる場合または特別の定めがある場合は、審理員ではなく当該審査庁が審理を行う[58]（第3項）。その場合、審査庁は必要に応じてその職員に一部権限を移譲して一定の審理手続[注釈 37]を行わせることができる[58]（第4項）。

第10条（法人でない社団又は財団の不服申立て）
- 法人でない社団又は財団のうち代表者又は管理人の定めがあるものに対し、民事訴訟法における当事者能力（同法第29条）と同様、不服申立資格を認める[68]。

第11条（総代） 
- 共同で行われる審査請求手続を円滑に進めるための特例を定める[69]。
  - 共同不服申立てをする審査請求人が多人数[注釈 38]の場合には、総代を3人以内の範囲で互選により選出することができる[69]（第1項）。共同審査請求人が総代を互選しない場合においても、審理員の方から手続きの円滑化のために総代の互選を命じることができる。この命令に従わなかったときには、審査請求は却下される[69]（第2項）。総代には、基本的に審査請求に係る一切の行為を行う権限が各自に付与されているが、審査請求の取下げについては各審査請求人が熟慮・判断すべきものであるので、総代の権限に含まれない[69]（第3項）。総代が選任されたときは、共同審査請求人は、総代を通じてのみ当該審査請求の行為をすることができる（第4項）。
  - 手続き円滑化の趣旨に鑑み、総代が2人以上選任されている場合であっても、行政庁の通知その他の行為は1人の総代に対してすれば足りる[69]（第5項）。
  - 共同審査請求人には、総代の解任権限が認められている[69]（第6項）。

第12条（代理人による審査請求）
- 審査請求は代理人によって行うこともできる[注釈 39]（第1項）。
- 代理人は、各自、審査請求人のために、当該審査請求に関する一切の行為をすることができる。ただし、審査請求の取下げは、第11条3項における総代の権限と同様の趣旨により、特別の委任を受けた場合に限ってすることができる[70]（第2項）。

第13条（参加人）
- 審査請求に係る処分等につき法律上の利害関係[注釈 40]を有するものと認められる審査請求人以外の者（以下、「利害関係人」という[71]。）は、審理員の許可を得て[注釈 41]、当該審査請求に参加することができる[71]（第１項）。自ら参加を申し立てない利害関係人であっても、審理員が参加を求めることができる[71]（第2項）。これらの定めにより当該審査請求に参加する者を「参加人」と呼ぶ（以下同じ。）。
- 審査請求への参加は代理人によって行うことも認められる[71]（第３項）。審査請求に参加した代理人は、参加人のために、参加に関する一切の行為をすることができる。ただし、審査請求への参加の取下げは、第12条2項と同様、参加人から特別の委任を受けた場合に限ってすることができる[71]（第４条）。

第14条（行政庁が裁決をする権限を有しなくなった場合の措置）
- 審査請求を受けた行政庁は、審査請求後に法令の改廃により裁決権限を失ったとき、新たに裁決をする権限を有することとなった行政庁に審査請求書等を引き継がなければならない。引継ぎを受けた行政庁は、審査請求人及び参加人に速やかにその旨通知しなければならない[72]。

第15条（審理手続の承継）
- 審査請求人の地位の承継について定める[73]。
  - 審査請求人が死亡したときは、相続人その他法令により審査請求の目的である処分に係る権利を承継した者[注釈 42]は、審査請求人の地位を承継する（第1項）。
  - 法人や社団、財団に関して、合併又は分割[注釈 43]があったときは、当該権利を承継した法人は、審査請求人の地位を承継する（第2項）。
  - 権利を承継した者は、書面でその旨を審査庁に届け出なければならない。その届出書には、死亡若しくは分割による権利の承継又は合併の事実を証する書面[注釈 44]を添付しなければならない（第3項）。
  - 審査請求人の地位の承継の効果は届出により生じるものではないものの、審理手続の遅延を回避するため、死亡者又は合併前の法人等若しくは分割をした法人に宛ててなされた通知であっても、承継の旨の届出がされるまでの間に審査請求人の地位を承継した者に到達したものは有効とする[73]（第4項）。
  - 審理手続を迅速に進行させるため、審査請求人の死亡によりその地位を承継した相続人らが２人以上あるときは、その１人に対する通知等の行為は、全員に対してされたものとみなされる[73]（第5項）。
  - 審査請求の目的である処分に係る権利を譲り受けた者は、審査庁の許可を得て、審査請求人の地位を承継することができる[注釈 45]（第6項）。

第16条（標準審理期間）
- 行政手続法における標準処理期間（同法6条）と同様、審査庁となるべき行政庁には、審査請求がその事務所に到達してから裁決をするまでに通常要すべき標準的な期間を定める努力義務が課され、これを定めたときは、その行政庁及び対象の処分の権限を有する行政庁で審査庁となるべき行政庁以外の行政庁（以下、「関係処分庁」という。）の事務所において、備付け等により公にしておくことが義務付けられている[59]。

第17条（審理員となるべき者の名簿）
- 国民一般に対する透明性を向上させて審理員指名手続の公正さを確保するため、審査庁となるべき行政庁には、審理員となるべき者の名簿を作成する努力義務が課され、名簿を作成したときは、その事務所及び関係処分庁の事務所における備付け等により公にしておくことが義務付けられている[76]。

#### 審査請求の手続（第２節）
第18条（審査請求期間）
- 審査請求に係る主観的請求期間（処分[注釈 46]があったことを知った日を基準とする期間[28]）と客観的請求期間（主観的請求期間処分があった日を基準とする期間[28]）の原則と例外を定める[77]。なお、審査請求書を郵便や信書便で提出した場合において、その送付に要した日数は、審査請求期間の計算には算入されない（第3項）。
  - 主観的請求期間は、処分があったことを知った日の翌日から起算して3ヶ月以内、その前に再調査の請求を行っていた場合は当該再調査の請求に対する決定を知った日の翌日から起算して１ヶ月以内と定められる[注釈 47]（第1項）。
  - 客観的請求期間は、処分があった日[注釈 48]の翌日から起算して1年とされ[注釈 47]、処分があったことを知らなかったときでもこの期間を経過した場合は審査請求ができなくなる（第2項）。

第19条（審査請求書の提出）
- 審査請求は、他の法律[注釈 21]に定めがある場合を除き、政令の定めるところにより[注釈 49]審査請求書を提出してしなければならない（第1項）。
- 処分についての審査請求書における記載事項は以下のとおり[注釈 50]（第2項）。
  1. 審査請求人の氏名又は名称及び住所又は居所[注釈 51]
  2. 審査請求に係る処分の内容
  3. 審査請求に係る処分（当該処分について再調査の請求についての決定を経たときは、当該決定）があったことを知った年月日
  4. 審査請求の趣旨及び理由
  5. 処分庁の教示の有無及びその内容
  6. 審査請求の年月日
- 不作為についての審査請求書における記載事項は以下のとおり（第3項）。
  1. 審査請求人の氏名又は名称及び住所又は居所[注釈 51]
  2. 当該不作為に係る処分についての申請の内容及び年月日
  3. 審査請求の年月日

第20条（口頭による審査請求）
- 行政不服審査制度は書面審査を基本とするが、例外的に口頭による審査請求が認められる場合の手続きについて定める[78]。
  - 第19条第2項から第5項までに規定された審査請求書に記載すべき事項を口頭で陳述しなければならない。この場合において、陳述を受けた行政庁は、その陳述の内容を録取し、これを陳述人に読み聞かせて誤りのないことを確認しなければならない。

第21条（処分庁等を経由する審査請求）
- 審査請求をすべき行政庁が処分庁等と異なる場合に処分庁等を経由して審査請求を行う場合の手続きと請求期間の計算について定める[78]。
  - 審査請求をすべき行政庁が処分庁等と異なるときの審査請求は、処分庁等を経由してすることが認められており、この場合、審査請求人は、処分庁等に審査請求書を提出するか、処分庁等に対し第20条と同様に陳述するものとする（第1項）。
  - この場合、処分庁等は、直ちに、審査請求書又は第20条後段の規定により陳述の内容を録取した書面（以下、「審査請求録」という。）を審査庁となるべき行政庁に送付しなければならない（第2項）。
  - この場合、すでに審査請求人は審査請求開始の手続上の義務は果たしているので[78]、審査請求期間の計算は、処分庁に審査請求書を提出し、又は処分庁に対し当該事項を陳述した時に、処分についての審査請求があったものとみなす（第3項）。

第22条（誤った教示をした場合の救済）
- 処分庁が誤った教示をしたときの救済について定める。誤った教示による不利益は国民に負わせるべきものではないから、審査庁と異なる行政庁に審査請求を行ったり実際には認められていない再調査の請求を行った場合であっても、以下の手続きにより、初めから審査庁となるべき行政庁に審査請求がされたものとみなされる[79]（第5項）。
  - 審査請求ができる処分につき、処分庁が誤って審査請求をすべき行政庁でない行政庁を審査請求をすべき行政庁として教示した場合にその教示された行政庁に書面で審査請求がされたときは、当該行政庁は、速やかに[注釈 52]、審査請求書を処分庁又は審査庁となるべき行政庁に送付し、かつ、その旨を審査請求人に通知しなければならない（第1項）。当該審査請求書を回送された処分庁は、速やかに[注釈 52]、これを審査庁となるべき行政庁に送付し、かつ、その旨を審査請求人に通知しなければならない[79]（第2項）。
  - 審査請求ができる処分で再調査の請求ができない処分であるにも関わらず、処分庁が誤って再調査の請求ができる旨を教示した場合において、当該処分庁に再調査の請求がされたときは、処分庁は、速やかに[注釈 52]、再調査の請求書又は再調査の請求録取書を審査庁となるべき行政庁に送付し、かつ、その旨を再調査の請求人に通知しなければならない[79]（第3項）。
  - 再調査の請求ができる処分について、処分庁が誤って審査請求ができる旨を教示しなかった場合において、当該処分庁に再調査の請求がされた場合であって、（再調査の請求後に審査請求を選択できたことを知り[79]）再調査の請求人から申立てがあったときは、処分庁は、速やかに、再調査の請求書又は再調査の請求録取書及び関係書類その他の物件を審査庁となるべき行政庁に送付しなければならない。当該送付を受けた行政庁は、速やかに、その旨を再調査の請求人及び当該再調査に参加する者に通知しなければならない（第4項）。

第23条（審査請求書の補正）
- 必要的記載事項の漏れや必要的添付書類の不備など、審査請求書が第19条の規定に違反する場合には、審査庁は、相当の期間を定め、その期間内に不備を補正すべきことを命じなければならない[注釈 53][80]。

第24条（審理手続を経ないでする却下裁決）
- 補正を命じられたにもかかわらず、審査請求人が審査庁が定めた期間内に不備を補正しないときは、審査庁は、行政不服審査法に定める審理手続を経ないで、裁決で、当該審査請求を却下することができる[81]（第1項）。審査請求が不適法であって補正ができないことが明らかなとき[注釈 54]も、同様となる（第2項）。

第25条（執行停止）
- 執行不停止原則と執行停止の要件を定める[82]。
  - 審査請求があり次第執行停止（後述）の効果を生じさせた場合[注釈 55]、行政な円滑な運営が阻害されたり審査請求の濫用を招くおそれがあることから、執行不停止原則（審査請求があっても、処分の効力、処分の執行又は手続の続行は妨げられない）を採用する[82]（第1項）。
  - 処分庁の上級行政庁又は処分庁である審査庁[注釈 56]は、必要な場合には、審査請求人の申立てにより又は職権で、処分の効力、処分の執行又は手続の続行の全部又は一部の停止その他の措置（以下、「執行停止」という。）をとることができる（第2項）。
  - 処分庁の上級行政庁又は処分庁のいずれでもない審査庁は、必要な場合には、審査請求人の申立てにより、処分庁の意見を聴取した上、執行停止をすることができる[注釈 57]。ただし、処分の効力、処分の執行又は手続の続行の全部又は一部の停止以外の措置をとることはできない（第3項）。
  - 上記審査請求人の申立てがあった場合[注釈 58]において、処分、処分の執行又は手続の続行により生ずる重大な損害を避けるために緊急の必要があると認めるときは、審査庁は、執行停止をしなければならない（義務的執行停止）。ただし、「公共の福祉に重大な影響を及ぼすおそれがあるとき」や「本案について理由がないとみえるとき」はこの限りでないという消極要件が定められている[82]（第4項）。
  - 審査庁は、上記の重大な損害を生ずるか否かの判断に当たっては、損害の回復の困難の程度を考慮するものとし[注釈 59]、損害の性質及び程度並びに処分の内容及び性質をも勘案するものとする（第5項）。
  - 処分の効力の停止は暫定的とはいえ強力な措置であることから、処分の効力の停止以外の措置によって目的を達することができない場合にのみ認められる[82]（第6項）。
  - 執行停止の申立てがあったとき、又は審理員から執行停止をすべき旨の意見書が提出されたときは、審査庁は[注釈 60]、速やかに、執行停止をするかどうかを決定しなければならない（第7項）。

第26条（執行停止の取消し）
- 執行停止後、執行停止が公共の福祉に重大な影響を及ぼすことが明らかとなったとき、その他事情が変更したときは、審査庁は、その執行停止を取り消すことができる。

第27条（審査請求の取下げ）
- 訴訟の終了等につき当事者の主導権を認める処分権主義[83]に則り、審査請求人は裁決があるまでであればいつでも審査請求を取り下げることができる（第1項）。審査請求の取下げは、審査請求人に重大な影響を与える行為であることから、後日の紛争を回避するために、書面でしなければならない[84]（第2項）。

#### 審理手続（第３節）
第28条（審理手続の計画的進行）
- 審査請求人、参加人及び処分庁等（以下、「審理関係人」という。）並びに審理員は、簡易迅速かつ公正な審理の実現のため、審理において、相互に協力するとともに、審理手続の計画的な進行を図らなければならない。

第29条（弁明書の提出）
- 審理員が処分庁に対して弁明書（処分等の理由を説明した書面）の提出を求めることや、その記載事項等について定める[85]。
  - 審査庁から指名された審理員は、処分庁等に対し、審査請求書又は審査請求録取書の写しを直ちに送付し[注釈 61]（第1項）、相当の期間を定めて弁明書の提出を求めることが義務付けられている[85]（第2項）。
  - 弁明書には、以下の事項を記載しなければならない（第3項）。
    1. 処分についての審査請求に対する弁明書の場合：処分の内容、理由[注釈 62]
    2. 不作為についての審査請求に対する弁明書の場合：処分をしていない理由、予定される処分の時期・内容・理由

  - 処分庁が次の書面を保有する場合には、本条に基づき提出する弁明書にこれを添付するものとする[85]（第4項）。
    1. 聴聞主宰者が記載・作成した、聴聞調書及び報告書[注釈 63]
    2. 不利益処分にあたっての意見陳述手続で、当該処分の対象予定であった者から提出された弁明書[注釈 64]

  - 審理員は、処分庁等から提出された弁明書を審査請求人及び参加人に送付しなければならない（第5項）。

第30条（反論書等の提出）
- 審査請求人による反論書（後述）と参加人による意見書（後述）について定め、審理の冒頭における主張の機会を与える[86]。
  - 審査請求人は、審理員から送付された弁明書の内容に対する反論を記載した書面（以下、「反論書」という。）を提出することができる。審理員が反論書を提出すべき相当の期間を定めたときは、審査請求人がその期間内にこれを提出しなければならず、期間を超過したときには提出を待つことなく裁決がなされることがある[86]（第1項）。
  - 参加人は、審査請求に係る事件に関する意見を記載した書面（以下、「意見書」という[注釈 65]。）を提出できる。反論書と同様、参加人が審理員が定めた期間内にこれを提出しないときは、提出を待つことなく裁決がなされることがある[86]（第2項）。
  - 審理員は、反論書の提出があったときはこれを参加人及び処分庁等に、意見書の提出があったときはこれを審査請求人及び処分庁等に、それぞれ送付しなければならない[86]（第3項）。

第31条（口頭意見陳述）
- 書面審理主義の例外として、審査請求人・参加人に口頭意見陳述申立権を付与し、そのための手続を定める[37]。
  - 審査請求人又は参加人の申立てがあった場合には、審理員は、その者（以下、「申立人」という。）に口頭で審査請求に係る事件に関する意見を述べる機会を与えなければならない。ただし、当該申立人の所在その他の事情[注釈 66]により当該意見を述べる機会を与えることが困難であると認められる場合には、この限りでない（第1項）。
  - 口頭意見陳述は、審理員が期日及び場所を指定し、全ての審理関係人を招集[注釈 67]してさせるものとする[注釈 68]（第2項）。
  - 口頭意見陳述において、申立人は、審理員の許可を得て、補佐人[注釈 69]とともに出頭[注釈 70]することができる（第3項）。
  - 口頭意見陳述において、審理員は、申立人の陳述が相当でない場合[注釈 71]には、これを制限することができる（第4項）。
  - 口頭意見陳述に際し、申立人は、審理員の許可を得て、審査請求に係る事件に関し、処分庁等に対して、質問を発することができる[注釈 67]（第5項）。

第32条（証拠書類等の提出）
- 審査請求人又は参加人は、証拠書類又は証拠物を提出することができる（第１項）。
- 処分庁等は、当該処分の理由となる事実を証する書類その他の物件を提出することができる（第2項）。
- 審理員が、証拠書類若しくは証拠物又は書類その他の物件を提出すべき相当の期間を定めたときは、その期間内にこれを提出しなければならない（第3項）。

第33条（物件の提出要求）
- 審理員は、審査請求人若しくは参加人の申立てにより又は職権で、書類その他の物件の所持人に対し、相当の期間を定めて、その物件の提出を求めることができる。この場合において、審理員は、その提出された物件を留め置くことができる。

第34条（参考人の陳述及び鑑定の要求）
- 審理員は、審査請求人若しくは参加人の申立てにより又は職権で、適当と認める者に、参考人としてその知っている事実[注釈 72]の陳述を求め、又は鑑定[注釈 73]を求めることができる。

第35条（検証）
- 審理員は、審査請求人若しくは参加人の申立てにより又は職権で、検証（ある場所の状況を確認し判断の資料を得る必要があるときに、当該「場所」に赴き、確認を行うこと[88]。）をすることができる[89]（第1項）。職権によらず検証をするときは、審理員はその日時及び場所を当該申立てをした者に事前通知し、これに立ち会う機会を与えなければならない[89]（第2項）。

第36条（審理関係人への質問）
- 審理員は、審査請求人若しくは参加人の申立てにより又は職権で、審査請求に係る事件に関し、審理関係人に質問することができる。

第37条（審理手続の計画的遂行）
- 弁明書・反論書・意見書のみでは審査請求の趣旨や争点の認識が困難な場合などに、事前に審理関係人を招集して審理手続の申立てに関する意見聴取をする権限が審理員に与えられている[90]。
  - 審理員は、審査請求に係る事件について、審理事項が多数又は錯綜しているなど事件が複雑であることその他の事情により、迅速かつ公正な審理を行うため、上記の審理手続[注釈 74]を計画的に遂行する必要があると認める場合には、期日及び場所を指定して、審理関係人を招集し、あらかじめ、これらの審理手続の申立てに関する意見の聴取を行うことができる（第1項）。
  - 審理員は、審理関係人が遠隔の地に居住している場合等の場合には、審理員及び審理関係人が電話で通話する方法等[90][91]によって、意見の聴取を行うことができる（第2項）。
  - 審理員は、これら意見の聴取を行ったときは、遅滞なく、審理手続の期日及び場所並びに（第41条1項で定める）審理手続の終結の予定時期を決定し、これらを審理関係人に通知するものとする[注釈 75]（第3項）。

第38条（審査請求人等による提出書類等の閲覧等）
- 審査請求人および参加人が効果的な主張立証を行うために、提出書類等の閲覧・写しの交付請求権を定める[92]。
  - 審査請求人又は参加人は、審理手続の終結までの間[注釈 76]、審理員に対し、提出書類等[注釈 77]の閲覧[注釈 78]又は当該書面（行政手続法に定める聴聞調書・報告書・弁明書[92]）若しくは当該書類（32条に基づき提出された証拠書類等[92]）の写し若しくは当該電磁的記録をプリントアウトした書面[92]の交付を求めることができる。審理員は、第三者のプライバシー侵害のおそれなどの正当な理由がない限り、それを拒むことができない[92]（第1項）。
  - 審理員は、上記の閲覧をさせ、又は書面等の交付をしようとするときは、当該閲覧又は交付に係る提出書類等の提出人の意見を聴かなければならない[注釈 79]。ただし、審理員が、その必要がないと認めるときは、この限りでない（第2項）。
  - 審理員は、上記の閲覧について、日時及び場所を指定することができる[注釈 80]（第3項）。
  - 書類等の交付を受ける審査請求人又は参加人は、実費の範囲内において政令で定める額の手数料を納めなければならない（第4項）。
  - 審理員は、経済的困難その他特別の理由があると認めるときは、政令で定めるところにより、手数料を減額し、又は免除することができる（第5条）。
  - 地方公共団体[注釈 81]に所属する行政庁が審査庁である場合における手数料の納付・減額・免除については、条例で定める。国にも地方公共団体にも所属しない行政庁が審査庁である場合は、審査庁が定める[92]（第6項）。

第39条（審理手続の併合又は分離）
- 審理員は、必要があると認める場合には、数個の審査請求に係る審理手続を併合し、又は併合された数個の審査請求に係る審理手続を分離することができる。

第40条（審理員による執行停止の意見書の提出）
- 審理員は、必要があると認める場合には、審査庁に対し、執行停止をすべき旨の意見書を提出することができる。

第41条（審理手続の終結）
- 審理員は、必要な審理を終えたと認めるときは、審理手続を終結するものとする（第1項）。
- このほか、審理関係人が主張および立証の機会を与えられたにも関わらずその機会を利用せず、審理手続の計画的な進行を図る義務を懈怠したと認められるとき[注釈 82]には、審理員が審理手続を終結することができる規定が設けられている[93]（第2項）。
- 審理員が審理手続を終結したときは、速やかに、審理関係人に対し、審理手続を終結した旨並びに（第42条第1項で定める）審理員意見書及び事件記録[注釈 83]を審査庁に提出する予定時期を通知するものとする[注釈 84]（第3項）。

第42条（審理員意見書）
- 審理手続きを終了したときの、審理員による裁決に関する意見書（審理員意見書）と事件記録[注釈 83]の作成[注釈 85]・提出[注釈 86]義務を定める[94]。

#### 行政不服審査会等への諮問（第４節）
第43条
- 処分の前後に第三者機関等に諮問する仕組みが取られていない場合には、行政不服審査会等に諮問することを原則とし、関連手続きを定める[95]。
  - 審査庁は、審理員意見書の提出を受けたときは、審査庁が主任の大臣や宮内庁長官等[注釈 26]である場合にあっては行政不服審査会に、審査庁が地方公共団体の長[注釈 87]である場合にあっては第81条第1項又は第2項の機関に、それぞれ諮問しなければならない。その例外として、以下が挙げられている（第1項）。
    1. 審査請求に係る処分に際し、他の法律又は政令[注釈 21]の定めに則って、9条関係委員会等若しくは地方公共団体の議会その他政令で定められた機関（以下「審議会等」という。）による諮問手続がなされた場合。裁決においても同様[95]。
    2. 第46条第3項又は第49条第4項の規定により審議会等の議を経て裁決をしようとする場合。
    3. 審査請求人から、行政不服審査会又は第81条第1項若しくは第2項の機関（以下「行政不服審査会等」という。）への諮問を希望しない旨の申出がされている場合[注釈 88]。
    4. 審査請求が、行政不服審査会等によって、国民の権利利益及び行政の運営に対する影響の程度その他当該事件の性質を勘案して、諮問を要しないものと認められたものである場合
    5. 審査請求が不適法であり、却下する場合
    6. 審査請求が理由があることを認め、審査請求人に対する不利益処分若しくは第三者に対する認容処分の全部を取り消し、又は審査請求に係る事実上の行為の全部を撤廃すべき旨を命じ、若しくは撤廃することとする場合[注釈 89]。
    7. 第46条第2項各号又は第49条第3項各号に基づき、処分庁等またはその上級行政庁が定める申請の全部を認容またはこれを命じる措置をとることとする場合[注釈 89][95]。

  - 行政不服審査会等への諮問は、審理員意見書及び事件記録の写しを添えてしなければならない（第2項）。
  - 行政不服審査会等への諮問をした審査庁は、審理関係人[注釈 90]に対し、当該諮問をした旨を通知するとともに、審理員意見書の写しを送付しなければならない（第3項）。

#### 裁決（第５節）
第44条（裁決の時期）
- 審査庁は、行政不服審査会等から諮問に対する答申を受けたとき（諮問を要しない場合にあっては審理員意見書が提出されたとき[注釈 91]）は、遅滞なく[注釈 92]裁決をしなければならない[96]。

第45条（処分についての審査請求の却下又は棄却）
- 処分についての審査請求が法定の期間経過後にされたものである場合その他不適法である場合[注釈 93]には、審査庁は却下裁決をする[注釈 94][42]（第1項）。
- （審査請求が適法であっても）処分についての審査請求が理由がない（審査請求に係る処分が違法でも不当でもない[注釈 95]）場合には、審査庁は棄却裁決をする[42]（第2項）。
- 審査請求に係る処分が違法又は不当ではあるが、これを取り消し、又は撤廃することにより公の利益に著しい障害を生ずる場合において、審査請求人の受ける損害の程度、その損害の賠償又は防止の程度及び方法その他一切の事情を考慮した上、処分を取り消し、又は撤廃することが公共の福祉に適合しないと認めるときは、審査庁は、裁決で、当該審査請求を棄却することができる（事情裁決[42]）。この場合には、審査庁は、裁決の主文で、当該処分が違法又は不当であることを宣言しなければならない（第3項）。

第46条（処分についての審査請求の認容）
- 事実上の行為を除く処分についての審査請求を認容する場合や、審査庁が申請拒否処分を取り消して「一定の処分」をすべきものと認める場合の裁決について定める[43]。
  - 処分（事実上の行為を除く。）についての審査請求が理由がある場合（審査請求が適法であり、かつ、審査請求に係る処分が違法又は不当である場合[43]。ただし、事情裁決の場合を除く。）には、審査庁は認容裁決をして、当該処分の全部若しくは一部を取り消し、又はこれを変更する。ただし、審査庁が処分庁の上級行政庁又は処分庁のいずれでもない場合には、当該処分を変更することはできない（第1項）。
  - 認容裁決により、処分庁による申請に対する過去の却下・棄却についてその全部又は一部を取り消す場合において、当該申請に対して一定の処分をすべきものと認めるとき[注釈 96]は、以下の措置をとる[43]（第2項）。
    1. 審査庁が処分庁の上級行政庁である場合：当該処分庁に対し、当該処分をすべき旨を命ずる。
    2. 審査庁が処分庁である場合：当該処分をする。

  - 一定の処分に関し、審議会等の議を経るべき旨の定めがある場合において、審査庁が上記措置をとるために必要があると認めるときは、審査庁は、当該定めに係る審議会等の議を経ることができる（第3項）。審議会等の議以外で他の法令に関係行政機関との協議の実施その他の手続をとるべき旨の定めがある場合においても、同様（第4項）。

第47条
- 事実上の行為についての審査請求を認容する場合の手続を定める[97]。
  - 事実上の行為についての審査請求が理由がある場合（事情裁決の場合を除く。）には、審査庁は、裁決で、当該事実上の行為が違法又は不当である旨を宣言するとともに、以下の措置をとる。ただし、審査庁が処分庁の上級行政庁以外の審査庁である場合には、当該事実上の行為を変更すべき旨を命ずることはできない。
    1. 審査庁が処分庁の上級行政庁である場合：当該処分庁に対し、当該事実上の行為の全部若しくは一部を撤廃し、又はこれを変更すべき旨を命ずる。
    2. 審査庁が処分庁である場合：当該事実上の行為の全部若しくは一部を撤廃し、又はこれを変更する。

第48条（不利益変更の禁止）
- 第46条・第47条により、処分又は事実上の行為について変更裁決をする場合、審査庁は、審査請求人の不利益となるような変更をしたりその旨を処分庁に命じたりすることはできない[98]。

第49条（不作為についての審査請求の裁決）
- 不作為についての審査請求に対する却下裁決[注釈 97]・棄却裁決・認容裁決について定める[99]。事情裁決がない以外は、第45条・第46条と同様の規定となっている。

第50条（裁決の方式）
- 裁決は、次に掲げる事項を記載し、審査庁が記名押印した裁決書によりしなければならない（第1項）。
  1. 主文
  2. 事案の概要
  3. 審理関係人の主張の要旨
  4. 理由[注釈 98]
- 行政不服審査会等への諮問を要しない場合には、裁決書には、審理員意見書を添付しなければならない（第2項）。
- 審査庁は、再審査請求をすることができる裁決をする場合には、裁決書に再審査請求ができる旨並びに再審査請求をすべき行政庁及び再審査請求期間を記載して、これらを教示しなければならない（第3項）。

第51条（裁決の効力発生）
- 裁決は、審査請求人[注釈 99]に送達された時に、その効力を生ずる（第1項）。
- 裁決の送達は、送達を受けるべき者に裁決書の謄本を送付することによってする。ただし、送達を受けるべき者の所在が知れない場合その他裁決書の謄本を送付することができない場合には、公示の方法によってすることができる[注釈 100]（第2項）。
- 審査庁は、裁決書の謄本を参加人及び処分庁等[注釈 101]に送付しなければならない（第4項）。

第52条（裁決の拘束力）
- 処分庁、その上級・下級行政庁、当該処分に係る行政庁等（関係行政庁）に対し、裁決の趣旨に従って行動する義務を負わせる法律効果（裁決の拘束力）について定める[100]。
  - 裁決は、関係行政庁を拘束する（第1項）。
  - 申請に基づいてした処分が手続の違法若しくは不当を理由として裁決で取り消され、又は申請を却下し、若しくは棄却した処分が裁決で取り消された場合には、処分庁は、裁決の趣旨に従い、改めて申請に対する処分をしなければならない（第2項）。
  - 法令の規定により公示された処分が裁決で取り消され、又は変更された場合には、処分庁は、当該処分が取り消され、又は変更された旨を公示しなければならない（第3項）。
  - 法令の規定により処分の相手方以外の利害関係人に通知された処分が裁決で取り消され、又は変更された場合には、処分庁は、その通知を受けた者（審査請求人及び参加人を除く。）に、当該処分が取り消され、又は変更された旨を通知しなければならない（第4項）。

第53条（証拠書類等の返還）
- 審査庁は、裁決をしたときは、速やかに、審理中に提出された証拠書類若しくは証拠物又は書類その他の物件をその提出人に返還しなければならない。

### 再調査の請求（第3章）
第54条（再調査の請求期間）
- 再調査の請求に係る主観的請求期間と客観的請求期間の原則と例外について定める[101]。内容は第18条と同様[注釈 102]。

第55条（誤った教示をした場合の救済）
- 再調査の請求をすることができる処分につき、処分庁が誤って再調査の請求をすることができる旨を教示しなかった場合において、審査請求がされた場合であって、審査請求人から申立てがあったときは、審査庁は、速やかに、審査請求書又は審査請求録取書を処分庁に送付しなければならない。ただし、審査請求人に対し弁明書が送付された後においては、この限りでない[注釈 103]（第1項）。
- 審査請求書又は審査請求録取書の送付を受けた処分庁は、速やかに、その旨を審査請求人及び参加人に通知しなければならない（第2項）。
- 審査請求書又は審査請求録取書が処分庁に送付されたときは、初めから処分庁に再調査の請求がされたものとみなす（第3項）。

第56条（再調査の請求についての決定を経ずに審査請求がされた場合）
- 第5条第2項但し書き記載の例外規定により、再調査の請求についての決定を経ずになされた審査請求が認められた場合には、再調査の請求が取り下げられたとみなす[103]。

第57条（三月後の教示）
- 処分庁は、再調査の請求がされた日[注釈 104]の翌日から起算して3月を経過しても当該再調査の請求が係属しているときは、遅滞なく、当該処分について直ちに審査請求をすることができる[注釈 105]旨を書面でその再調査の請求人に教示しなければならない[注釈 106]。

第58条（再調査の請求の却下又は棄却の決定）
- 再調査の請求における却下裁決・棄却裁決について定める[105]。
  - 再調査の請求が不適法である場合には、処分庁は、決定[注釈 107]で、当該再調査の請求を却下する（第1項）。
  - 再調査の請求が理由がない場合には、処分庁は、決定で、当該再調査の請求を棄却する[注釈 108]（第2項）。

第59条（再調査の請求の認容の決定）
- 再調査の請求における認容裁決について定める[105]。
  - 処分（事実上の行為を除く。）についての再調査の請求が理由がある場合には、処分庁は、決定で、当該処分の全部若しくは一部を取り消し、又はこれを変更する[注釈 109]（第1項）。
  - 事実上の行為についての再調査の請求[注釈 110]が理由がある場合には、処分庁は、決定で、当該事実上の行為が違法又は不当である旨を宣言するとともに、当該事実上の行為の全部若しくは一部を撤廃し、又はこれを変更する（第2項）。
  - 処分庁は、再調査の請求の認容の決定を行った場合において、再調査の請求人の不利益に当該処分又は当該事実上の行為を変更することはできない（第3項）。

第60条（決定の方式）
- 再調査の請求にかかる決定書の必要記載事項を明らかにし、審査請求に係る教示義務を定める[106]。
  - 再調査の請求の決定は、主文及び理由を記載し、処分庁が記名押印した決定書によりしなければならない[注釈 111]。
  - 処分庁は、決定書（再調査の請求に係る処分の全部を取り消し、又は撤廃する決定に係るものを除く。）に、再調査の請求に係る処分につき審査請求をすることができる旨（却下の決定である場合にあっては、当該却下の決定が違法な場合に限り審査請求をすることができる旨）並びに審査請求をすべき行政庁及び審査請求期間を記載して、これらを教示しなければならない。

第61条（審査請求に関する規定の一部準用）
- 再調査の請求に準用される審査請求に関する規定[注釈 112]を列記する[108]。

### 再審査請求（第4章）
第62条（再審査請求期間）
- 再審査請求に係る主観的請求期間と客観的請求期間の原則と例外について定める[109]。内容は第18条と同様[注釈 113]。

第63条（裁決書の送付）
- 審理員又は再審査庁[注釈 114]は、原裁決をした行政庁に対し、原裁決に係る裁決書の送付を求めるものとする[110]。

第64条（再審査請求の却下又は棄却の裁決）
- 再審査請求の却下裁決、棄却裁決（事情裁決）について定める。基本的に内容は第46条と同様であるが、原裁決に瑕疵があったとしても原処分に違法性・不当性がなければ棄却されるとする第3項が設けられている[111]。

第65条（再審査請求の認容の裁決）
- 原裁決等（事実上の行為を除く。）についての再審査請求が理由がある場合（原裁決に瑕疵があるものの原処分に違法性・不当性がない場合や事情裁決の場合を除く[112]。）には、再審査庁は、裁決で、当該原裁決等の全部又は一部を取り消す（第1項）。
- 事実上の行為についての再審査請求が理由がある場合（事情裁決に相当する場合を除く[112]。）には、裁決で、当該事実上の行為が違法又は不当である旨を宣言するとともに、処分庁に対し、当該事実上の行為の全部又は一部を撤廃すべき旨を命ずる（第4項）。

第66条（審査請求に関する規定の一部準用）
- 再審査請求に準用される審査請求に関する規定[注釈 115][注釈 116]を列記する[101]。

### 行政不服審査会等（第5章）

#### 行政不服審査会（第１節）

##### 設置及び組織（第１款）
第67条（設置）
- 総務省に、行政不服審査会（以下「審査会」という。）を置く（第1項）。審査会は、この法律の規定によりその権限に属させられた事項を処理する（第2項）。

第68条（組織）
- 審査会は、委員9人をもって組織する（第1項）。原則非常勤だが、そのうち3人以内は、常勤とすることができる（第2項）。

第69条（委員）
- 行政不服審査会の委員の任命・任期・罷免・秘密保持義務・政治活動の制限・給与・常勤委員の他の職務への従事制限について定める[114]。
  - 委員は、審査会の権限に属する事項に関し公正な判断をすることができ、かつ、法律又は行政に関して優れた識見を有する者のうちから、両議院の同意を得て[注釈 117]、総務大臣が任命する（第1項）。
  - 委員の任期が満了し、又は欠員を生じた場合において、国会の閉会又は衆議院の解散のために両議院の同意を得ることができないときは、総務大臣は、前項の規定にかかわらず、同項に定める資格を有する者のうちから、委員を任命することができる（第2項）。その任命後最初の国会で両議院の事後の承認を得なければならないが、両議院の事後の承認が得られないときは、総務大臣は、直ちにその委員を罷免しなければならない（第3項）。
  - 委員の任期は3年。補欠の委員の任期は、前任者の残任期間（第4項）。
  - 委員は再任可能（第5項）。
  - 委任期が満了した委員は、後任者が任命されるまで引き続きその職務を行う（第6項）。
  - 総務大臣は、委員が心身の故障のために職務の執行ができないと認める場合又は委員に職務上の義務違反その他委員たるに適しない非行があると認める場合には、両議院の同意を得て、その委員を罷免することができる（第7項）。
  - 委員は、職務上知ることができた秘密を漏らしてはならない。その職を退いた後も同様とする（第8項）。
  - 委員は、在任中、政党その他の政治的団体の役員となり、又は積極的に政治運動をしてはならない[注釈 118]（第9項）。
  - 常勤の委員は、在任中、総務大臣の許可がある場合を除き、報酬を得て他の職務に従事し、又は営利事業を営み、その他金銭上の利益を目的とする業務を行ってはならない（第10項）。
  - 委員の給与は、別に法律（特別職の職員の給与に関する法律[114]）で定める（第11項）。

第70条（会長）
- 行政不服審査会の会長の専任・職務・代理について定める[115]。
  - 審査会に、会長を置き、委員の互選により選任する[注釈 119]（第1項）。
  - 会長は、会務を総理し、審査会を代表する[注釈 120]（第2項）。
  - 会長に事故があるときは[注釈 121]、あらかじめその指名する委員[注釈 122]が、その職務を代理する（第3項）。

第71条（専門委員）
- 審査会に、専門の事項を調査させるため、専門委員を置くことができる（第1項）。
- 専門委員は、学識経験のある者のうちから、総務大臣が任命する（第2項）。
- 専門委員は、その者の任命に係る当該専門の事項に関する調査が終了したときは、解任されるものとする（第3項）。
  - 専門委員は、非常勤とする（第4項）。

第72条（合議体）
- 審査会は、委員のうちから、審査会が指名する者3人をもって構成する合議体で、審査請求に係る事件について調査審議する（第1項）。別途審査会が定める場合においては、委員の全員をもって構成する合議体で、審査請求に係る事件について調査審議する（第2項）。

第73条（事務局）
- 審査会の事務を処理させるため、審査会に事務局を置く（第1項）。
- 事務局に、事務局長のほか、所要の職員を置く（第2項）。
- 事務局長は、会長の命を受けて、局務を掌理する（第3項）。

##### 審査会の調査審議の手続（第２款）
第74条（審査会の調査権限）
- 審査会は、必要があると認める場合には、審査請求に係る事件に関し、審査請求人、参加人又は第43条第1項の規定により審査会に諮問をした審査庁（以下この款において「審査関係人」という。）にその主張を記載した書面（以下この款において「主張書面」という。）又は資料の提出を求めること、適当と認める者にその知っている事実の陳述又は鑑定を求めることその他必要な調査をすることができる。

第75条（意見の陳述）
- 審査会は、審査関係人の申立てがあった場合には、当該審査関係人に口頭で意見を述べる機会を与えなければならない。ただし、審査会が、その必要がないと認める場合には、この限りでない（第1項）。
- 審査会が意見陳述の機会を認めた場合、審査請求人又は参加人は、審査会の許可を得て、補佐人とともに出頭することができる（第2項）。

第76条（主張書面等の提出）
- 審査関係人は、審査会に対し、主張書面又は資料を提出することができる。この場合において、審査会が、主張書面又は資料を提出すべき相当の期間を定めたときは、その期間内にこれを提出しなければならない。

第77条（委員による調査手続）
- 審査会は、必要があると認める場合には、その指名する委員に、第74条の規定による調査をさせ、又は第75条第1項本文の規定による審査関係人の意見の陳述を聴かせることができる。

第78条（提出資料の閲覧等）
- 審査関係人は、審査会に対し、審査会に提出された主張書面若しくは資料の閲覧（電磁的記録にあっては、記録された事項を審査会が定める方法により表示したものの閲覧）又は当該主張書面若しくは当該資料の写し若しくは当該電磁的記録に記録された事項を記載した書面の交付を求めることができる。この場合において、審査会は、第三者の利益を害するおそれがあると認めるとき、その他正当な理由があるときでなければ、その閲覧又は交付を拒むことができない（第1項）。
- 審査会は、上記の閲覧をさせ、又は交付をしようとするときは、当該閲覧又は交付に係る主張書面又は資料の提出人の意見を聴かなければならない。ただし、審査会が、その必要がないと認めるときは、この限りでない（第2項）。
- 審査会は、上記の閲覧について、日時及び場所を指定することができる（第3項）。
- 上記の交付を受ける審査請求人又は参加人は、政令で定めるところにより、実費の範囲内において政令で定める額の手数料を納めなければならない（第4項）。
- 審査会は、経済的困難その他特別の理由があると認めるときは、政令で定めるところにより、前項の手数料を減額し、又は免除することができる（第5項）。

第79条（答申書の送付等）
- 審査会は、諮問に対する答申をしたときは、答申書の写しを審査請求人及び参加人に送付するとともに、答申の内容を公表するものとする。

##### 雑則（第３款）
第80条（政令への委任）
- この法律に定めるもののほか、審査会に関し必要な事項は、政令で定める[注釈 123]。

#### 地方公共団体に置かれる機関（第２節）
第81条
- 地方公共団体に、執行機関の附属機関として、この法律の規定によりその権限に属させられた事項を処理するための機関を置く（第1項）。
- 地方公共団体は、当該地方公共団体における不服申立ての状況等に鑑み同項の機関を置くことが不適当又は困難であるときは、条例で定めるところにより、事件ごとに、執行機関の附属機関として、この法律の規定によりその権限に属させられた事項を処理するための機関を置くこととすることができる[注釈 124]（第2項）。
- 行政不服審査会に関する規定は、地方公共団体に置かれる機関について準用する。この場合において、第78条第4項及び第5五項中「政令」とあるのは、「条例」と読み替えるものとする（第3項）。
- 地方公共団体に置かれる機関の組織及び運営に関し必要な事項は、当該機関を置く地方公共団体の条例（地方自治法第252条の7第1項の規定により共同設置する機関にあっては、同項の規約）で定める（第4項）。

### 補則（第6章）
第82条（不服申立てをすべき行政庁等の教示）
- 不服申立て[注釈 125]をすることができる処分をする場合に行政庁が行う教示について定める[118]。
  - 処分の相手方にする教示（職権による教示）：行政庁は、不服申立てをすることができる処分を書面でする場合には、処分の相手方に対し、当該処分につき不服申立てをすることができる旨並びに不服申立てをすべき行政庁及び不服申立てをすることができる期間[注釈 126]を書面で教示しなければならない（第1項）。
  - 利害関係人にする教示：行政庁は、利害関係人[注釈 127]から以下につき教示を求められたときは、当該事項を教示しなければならない（第2項）。なお、当該利害関係人が書面による教示を求めたときは、その教示は書面でしなければならない[注釈 128]（第3項）。
    1. 当該処分が不服申立てをすることができる処分であるかどうか
    2. （当該処分が不服申立てをすることができるものである場合）不服申立てをすべき行政庁
    3. （同上）不服申立てをすることができる期間

第83条（教示をしなかった場合の不服申立て）
- 教示義務が懈怠された場合に不服申立人が不利益とならない仕組みを定める[119]。
  - 行政庁が教示をしなかった場合には、当該処分について不服がある者は、当該処分庁に不服申立書を提出することができる（第1項）。
  - 審査請求書の提出に関する規定[注釈 129]の規定は、不服申立書について準用する（第2項）。
  - 不服申立書の提出があった場合において、当該処分が処分庁以外の行政庁に対し審査請求をすべき処分であるときは、処分庁の責任で当該不服申立書を当該行政庁に速やかに送付しなければならない[注釈 130][119]（第3項）。
  - これらの手続きにより、初めから裁決等をする権限を有する処分庁に対して不服申立てがされたものとみなされる[119]（第4項、第5項）。

第84条（情報の提供）
- 不服申立て[注釈 131]につき裁決、決定その他の処分（以下「裁決等」という。）をする権限を有する行政庁は、不服申立てをしようとする者又は不服申立てをした者の求めに応じ、不服申立書の記載に関する事項その他の不服申立てに必要な情報の提供に努めなければならない。

第85条（公表）
- 不服申立て[注釈 131]につき裁決等をする権限を有する行政庁に対して、当該行政庁がした裁決等の内容その他不服申立ての処理状況について公表するよう努めなければならない[注釈 132][121]。

第86条（政令への委任）
- この法律に定めるもののほか、この法律の実施のために必要な事項は、政令で定める。

第87条（罰則）
- 第69条8項の規定に違反して秘密を漏らした者は、1年以下の懲役又は50万円以下の罰金に処する。

## 判例
- 最高裁判所第二小法廷判決 昭37.12.26 民集 第16巻12号2557頁、昭和36(オ)409。（審査決定[注釈 133]の理由附記が不備とされた判例）
- 最高裁判所第三小法廷判決 昭53.3.14 民集 第32巻2号211頁、昭和49(行ツ)99。（主婦連ジュース事件[注釈 134]）
- 最高裁判所第一小法廷判決 昭61.6.19 集民 第148号239頁、昭和60(行ツ)207。
- 最高裁判所第一小法廷判決 令2.3.26 民集 第74巻3号471頁、令和1(行ヒ)367。